# The Last Command (1955)
The Last Command is een Amerikaanse western uit 1955 onder regie van Frank Lloyd. Het scenario is gebaseerd op het leven van kolonel Jim Bowie. Destijds werd de film in Nederland uitgebracht onder de titel De bestorming van de Alamo.

## Verhaal
In 1834 keert kolonel Jim Bowie terug naar de Texaanse garnizoenstad Anahuac. Hij treft er een aantal blanke pioniers aan, die zich voorbereiden op een opstand tegen de Mexicaanse gouverneur. Bowie wil zijn vriendschap met de president van Mexico gebruiken om de opstand tegen te houden.

## Rolverdeling
| Acteur                 | Personage                   |
| ---------------------- | --------------------------- |
| Sterling Hayden        | Jim Bowie                   |
| Anna Maria Alberghetti | Consuelo de Quesada         |
| Richard Carlson        | William B. Travis           |
| Arthur Hunnicutt       | Davy Crockett               |
| Ernest Borgnine        | Mike Radin                  |
| J. Carrol Naish        | Antonio López de Santa Anna |
| Ben Cooper             | Jeb Lacey                   |
| John Russell           | Luitenant Dickinson         |
| Virginia Grey          | Mevrouw Dickinson           |
| Jim Davis              | Ben Evans                   |
| Eduard Franz           | Lorenzo de Quesada          |
| Otto Kruger            | Stephen F. Austin           |
| Russell Simpson        | Predikant                   |
| Roy Roberts            | Dokter Summerfield          |
| Slim Pickens           | Abe                         |
| Hugh Sanders           | Sam Houston                 |